# Carole FitzPatrick
Carole FitzPatrick (* 1959) ist eine US-amerikanische Opern-, Operetten-, Lied- und Oratoriensängerin (Sopran).

## Leben
Sie studierte Gesang und Musikwissenschaft an der University of Texas.  Nach ihrem Bachelor vervollständigte sie ihre Stimmausbildung bei Doris Yarick-Cross in New York. Zugleich begann Carole FitzPatrick an der Yale University mit ihrer musikwissenschaftlichen Promotion.
1988 kam die promovierte Sängerin, die  mehrere Gesangswettbewerbe gewonnen hatte und durch verschiedene Stipendien gefördert wurde, nach Deutschland. Ihr erstes Engagement erhielt sie an den Städtischen Bühnen Dortmund. Es folgten Engagements an den Opernbühnen von Osnabrück und Nürnberg. Ferner erhielt sie Gastengagements an den Bühnen von Hannover, Wiesbaden, Mannheim, Essen, Graz, Mainz, Bielefeld sowie an der Deutschen Oper Rhein und Komische Oper Berlin.
Die Sopranistin sang alle großen Partien ihres Faches u.a: Micaela, Elisabeth (Don Carlos), Luisa, Mimi, Rosalinde, Saffi, Gutrune sowie die Hanna Glawira in der Operette Die lustige Witwe. Ferner brillierte Carole FitzPatrick in mehreren Opern von Richard Strauss, Wolfgang Amadeus Mozart und Richard Wagner.
Carole FitzPatrick ist eine gefragte Lied-, Oratorien und Konzertsängerin. Dabei hat sie sich besonderen Ruhm als Interpretin der deutschen Klassik und der Spätromantik erworben. Ihre Konzertreisen führten sie in folgende Länder: Luxemburg, Tschechien, Russland, Finnland, Österreich, Spanien, Frankreich, Israel, Ägypten usw.
Seit 2005 ist Carole FitzPatrick Professorin für Gesang am Herberger College of Fine Arts Arizona State University. Sie kommt immer wieder nach Deutschland, wo sie Meisterklassen leitet, Konzerte gibt und als Gast an verschiedenen Opernhäusern singt.